# فيلق الجيش الثاني والعشرون (الفيرماخت)
فيلق الجيش الثاني والعشرون  ( XXII). Armeekorps (motorisiert كان فيلق الجيش الألماني خلال الحرب العالمية الثانية.

## التاريخ
تم إنشاؤه في 26 أغسطس 1939 im Wehrkreis X (شليسفيغ هولشتاين، هامبورغ، بريمن). شارك الفيلق في الشهر التالي في غزو بولندا، حيث اخترق الجناح الجنوبي للجيش البولندي.

## القادة
- بول لودفيغ إيفالد فون كلايست
- العقيد كيرت زيتسلر

## منطقة العمليات
- بولندا - سبتمبر 1940 إلى أكتوبر 1939
- فرنسا - يونيو 1940 إلى يوليو 1940